# 賽翱徽
賽翱徽（葡萄牙語：Mattias Choi Ngou Fai，2000年12月17日—），澳門男子游泳運動員，擅長蛙泳，曾於2021年獲得中華人民共和國第十四屆學生運動會男子甲組100米蛙泳銅牌。其亦曾代表澳門出戰2021年「陜西全運會」以及2022年「杭州亞運會」。

## 簡歷
賽翱徽在澳門出世長大，小時因希望鍛煉心肺功能而開始學游泳，中學時就讀於澳門聖公會中學，並於同一時期已代表澳門出國參賽，例如澳洲泛太平洋比賽、荷蘭國際泳聯世界盃游泳錦標賽等，2019年經該屆校長區振邦推薦「傑出運動員入學計劃」而入讀澳門大學工商管理學院人力資源管理系，並加入澳大泳隊。
2022年11月13日，在澳門奧林匹克體育中心游泳館舉行的第65屆澳門游泳錦標賽的「男子四乘一百混合泳接力」項目中，與同屬白鷺游泳會的林思庄、林志聰、鍾叡灆游出4分07秒58的成績，刷新大會紀錄。
2023年9月9日，第66屆澳門游泳錦標賽中，於男子蛙泳五十米及一百米決賽分別力壓林志聰及葉俊翹，以29秒44及1分05秒32最快觸池奪得冠軍，並於「男子四乘一百混合泳接力」項目中與林思庄、林志聰、陳思峻合力以4分06秒51的成績再度打破去年創下的紀錄。

## 游泳紀錄
| No.      | 種類     | 項目                                                             | 時間     | 賽事                     |
| 澳門紀錄 | 澳門紀錄 | 澳門紀錄                                                         | 澳門紀錄 | 澳門紀錄                 |
| -------- | -------- | ---------------------------------------------------------------- | -------- | ------------------------ |
| 1        | 長池     | 男子4×100米自由泳接力 （白鷺隊－林思庄、賽翱徽、林志聰、鍾叡灆） | 3:40.96  | 第六十五屆澳門游泳錦標賽 |
| 2        | 長池     | 男子4×100米混合泳接力 （白鷺隊－陳思峻、賽翱徽、林志聰、林思庄） | 4:06.51  | 第六十六屆澳門游泳錦標賽 |

## 外部連結
- 賽翱徽在World Aquatics Official上的頁面
- 賽翱徽在杭州第19屆亞運會上的頁面
- 賽翱徽的Instagram帳戶
- 賽翱徽的Threads